# The Secret of Moonacre
The Secret of Moonacre, tiếng Việt:Bí Mật của thung lũng Nguyệt Đồng là một bộ phim giả tưởng được sản xuất năm 2008, dựa trên tiểu thuyết The Little White Horse của Elizabeth Goudge. Phim được đạo diễn bởi Gábor Csupó và diễn viên Dakota Blue Richards đóng vai chính. Phim được công chiếu tại Liên hoan phim quốc tế Toronto 2008  và được phát hành trên toàn Vương quốc Anh vào ngày 6 tháng 2 năm 2009 bởi hãng Warner Bros.

## Nội dung
Phim bắt đầu với Maria Merryweather chịu tang cha và mẹ cô. Cô đọc một cuốn sách mà cha cô để lại có tựa "The Ancient Chronicles of Moonacre Valley". Trong thung lũng Nguyệt Đồng ở miền quê nước Anh có hai gia tộc: de Noirs và Merryweathers. Một người nữ của nhà de Noir được thiên nhiên ban tặng trái tim thuần khiết cùng với những viên nguyệt châu có sức mạnh ma thuật. Cô được gọi là Công chúa Mặt Trăng. Hai gia đình kết hợp lại để tổ chức lễ cưới giữa cô với Sir Wrolf Merryweather. Quà cưới là hai sinh vật huyền thoại: cha cô, Sir William tặng một con sư tử đen quý hiếm cho chú rể và Sir Wrolf  tặng cho cô dâu của mình một con kỳ lân trắng từ đại dương. Đổi lại, Công chúa Mặt Trăng quyết định chia sẻ những viên nguyệt châu với cả hai gia đình. Nhưng sức mạnh của những viên ngọc ấy làm dấy lên lòng tham của cha cô ấy và vị hôn phu. Maria dừng đọc khi một bức tranh của Công chúa làm cô sợ.
Cha của Maria bị sát hại ở London. Khi đọc di chúc của cha cô khám phá ra rằng ông đã đánh bạc cả tài sản gia đình và hầu hết phần thừa kế của con gái. Vật còn lại duy nhất là cuốn sách bí ẩn. Vì ngôi nhà đã mất, Maria và quản gia của cô, Heliotrope phải đến sống với chú của Maria - Sir Benjamin tại thung lũng Nguyệt Đồng. Đó là nơi cha cô đã rời đi nhiều năm trước khi cô được sinh ra.
Trên hành trình đến thung lũng Nguyệt Đồng trong khi người đánh xe ngốc nghếnh Digweed mở khóa cổng, Maria và Heliotrope bị cướp tấn công trong xe. Một trong số chúng là Robin - người bị chiếc kim khâu của Maria làm bị thương ở tay. Ba người  trốn thoát và khi đến nơi, Maria thấy chú cô là một người đàn ông nóng tính, nghiêm khắc, lạnh lùng và xấu tính, rất ít quan tâm tới họ. Sir Benjamin tịch thu cuốn sách ngay khi nhìn thấy, tuyên bố anh trai ông không có quyền giữ nó từ trang viên. Ông cảnh báo Maria những tên cướp tấn công họ là những người thuộc nhà de Noir, nếu không muốn gặp lại chúng thì cô hãy tránh xa khu rừng đó.
Maria bắt đầu cảm thấy có gì kỳ lạ trong nhà. Một cây đàn piano tự chơi; chú Benjamin có một con chó to lớn, lông đen, mắt đỏ tên là Wrolf và nó hiện lên trong gương giống như sư tử đen. Luôn luôn có sẵn thức ăn mặc dù không có đầu bếp hoặc bếp ăn; trần nhà phòng ngủ xinh đẹp của cô chiếu ra hình ảnh của bầu trời đêm và những ngôi sao đang bay liên tục. Từ cửa sổ phòng ngủ cô thấy một con kỳ lân trắng và  chân dung của một phụ nữ trong rừng xuất hiện ở hành lang bên ngoài phòng ngủ Maria. Người chú của cô đã cố gắng không biết bao nhiêu lần để gỡ nó xuống
Sir Benjamin dạy cho Maria cưỡi ngựa. Khi cưỡi nó đi lòng vòng trong thung lũng, cô nghe một tiếng khóc từ trong rừng. Cô bé tìm thấy một con thỏ bị mắc bẫy. Trong khi cô giải cứu nó, Maria bị phục kích bởi những tên cướp de Noir và gặp lại Robin. Chúng định đưa cô tới tên thủ lĩnh, Couer de Noir (cha của Robin) nhưng Wrolf tới và chiến đấu với chúng. Maria mang con thỏ về nhà và đặt tên là Serena.
Ngày hôm sau, Wrolf dẫn Maria tới căn bếp bí mật và người đầu bếp kì lạ - Marmaduke Scarlet. Ông ta nói với cô nơi người chú giấu cuốn sách và bảo cô ấy đọc nốt câu chuyện. Cô đọc tiếp và biết được rằng ngài William và ngài Wrolf vì lòng tham những viên nguyệt châu mà chiến đấu với nhau. Trong cuộc ẩu đả, ngài William đã khóa chiếc hộp đựng những viên ngọc nhưng ngài Wrolf lấy cái chìa khóa. Tức giận và bị tổn thương bởi những mong muốn ích kỷ, Công chúa Mặt Trăng nguyền rủa đất. Nếu một Công chúa Mặt Trăng khác không đến để hòa giải hai gia đình và trả những viên nguyệt châu về với đại dương trong vòng 5000 lần trăng tròn, thì thung lũng Nguyệt Đồng sẽ chìm trong "bóng tối mãi mãi". Từ hôm đó, hai dòng họ Merryweather và de Noir khinh miệt và đổ lỗi cho nhau vì sự mất tích của những viên nguyệt châu - chúng đã biến mất một cách bí ẩn. Marmaduke bảo Maria cô là Công chúa Mặt Trăng cuối cùng, khi biết cô bé đã nhìn thấy con ngựa trắng (đó là điều mà chỉ có công chúa Mặt Trăng mới có thể). Maria bối rối và không tin lời ông ấy. Cô về phòng và tính được lần trăng tròn tiếp theo sẽ là lần thứ năm nghìn.
Cảm thấy không thể cứu được thung lũng kịp lúc sau khi mơ một giấc mơ bị truy đuổi xuyên qua rừng và bị chết đuối dưới sông, Maria quyết định trốn chạy. Cô bé tìm thấy lối thoát xuyên qua rừng nơi cánh cửa chính khóa chặt. Trong rừng đó đang có tiếng gọi tên cô. Đi theo nó, Maria tìm thấy một lối vào lớn khoét vào cái cây. Đó là nhà của một người mặc trang phục kỳ dị, một phụ nữ lạ thường tên là Loveday. Trong gương Maria thấy viễn cảnh mặt trăng rơi vào Nguyệt Đồng. Loveday đưa ra lời khuyên tìm các viên nguyệt châu. Maria thấy rằng chiếc kẹp sách giữ chìa khóa của chiếc hộp đựng những viên ngọc và cô định đưa nó cho nhà de Noir. Cô bé nghĩ những viên ngọc vẫn còn trong hộp. Loveday đồng ý đi đến lâu đài của họ, nhưng quay trở lại, vì cô từng tuyên bố "không bao giờ quay lại nơi đó lần nữa," để lại Maria tiếp tục đi một mình.
Maria tìm ra cách lẻn vào lâu đài nhà de Noir, nhưng bị kẹt ở phòng ăn. Cô đưa chiếc chìa khóa cho Coeur de Noir, nhưng hắn cho cô thấy chiếc hộp đã được mở khóa và trống rỗng. Ông ấy tin nhà Merryweather đã trộm những viên ngọc, và lời nguyền sẽ trừng phạt chúng. Để ngăn Maria thực hiện những việc làm của một Công chúa Mặt Trăng và tìm thấy những viên ngọc, Coeur de Noir lệnh cho Robin và các bạn giam cô vào ngục tối. Maria trốn thoát và Wrolf dẫn cô về nhà.
Sau khi cô trốn thoát, Coeur de Noir ra lệnh cô ấy phải bị giết "cái chết của chúng là chiến thắng của chúng ta." Robin có vẻ lảng tránh việc này và làu bàu: "Cô gái ngu ngốc, nên ở lại chỗ của cô đi". Khi Maria trở về nhà, chú Benjamin đã điên lên, không chịu nghe cô ấy nói. Nhưng khuya hôm đó ông xin lỗi cô, ông rất vui vì cô ấy trở về.
Loveday xuất hiện trong phòng cô ấy thông qua một cánh cửa bí ẩn vào sáng hôm sau. Cô ấy cho Maria một bộ váy đỏ - đã từng thuộc về công chúa mặt trăng đầu tiên. Maria thuyết phục Loveday đi xuống dưới nhà để giúp cô tìm những viên nguyệt châu mà cô nghĩ chúng được giấu trong nhà. Cây piano chơi như thể nhận ra người quen lâu ngày. Loveday tiến về phía nó và bắt đầu chơi, Maria chơi cùng cô ấy, nhưng ngay sau đó chú ý tới chiếc gương. Trong đó cô thấy chú cô và Loveday, trong trang phục cưới đang khiêu vũ cùng nhau dưới tiếng nhạc ấy. Trong gương, Loveday nói cho Benjamin biết mình là người của nhà de Noir và Benjamin trở nên giận dữ, tin rằng cô ấy đã lừa ông chỉ vì muốn tìm những viên ngọc.Trở lại bên ngoài gương, Maria nói chuyện với Loveday về những gì cô thấy, và rất tức giận vì niềm kiêu hãnh quá mức của chú cô và Loveday. Cô nhận ra cái tôi quá lớn thật sự là tai họa cho những người ở thung lũng này.
Đi lên tầng trên, Maria nhìn vào bức chân dung của Công chúa Mặt Trăng đầu tiên và thấy được nơi cất giấu những viên ngọc. Marmaduke khuyên cô hãy hỏi Robin (người duy nhất biết rõ khu rừng). Nhưng cô từ chối. Ông ấy liền chỉ ra cô có sự tự tin quá mức, nó làm Maria phải suy nghĩ lại. Trước khi đi, cô nhờ người đầu bếp gửi lá thư cho Loveday và Benjamin, bảo họ gặp nhau ở nhà.
Maria đặt bẫy Robin. Cô treo ngược anh ta lên, nó là điều khiến cho Robin phải hứa sẽ nghe lời cô. Sau khi anh ta đồng ý, Maria cắt dây và làm mọi cách để thuyết phục anh giúp cô tìm những viên ngọc mà Công chúa Mặt Trăng đã giấu chúng trong một thân cây rỗng ở sâu trong rừng. Robin cố gắng tạo dấu vết giả với một sợi dây ruy-băng buộc tóc của Maria - cái mà cô đã bị mất trước đó. Maria đã biết anh đang giữ nó, và hai người có chút đùa giỡn. Trong khi đó, Benjamin và Loveday gặp nhau, họ nhanh chóng biết được những mà Maria đã làm. Hai người đuổi theo cô, cùng đi còn có Heliotrope, Marmaduke và Digweed. Marmaduke dẫn đường cho họ. Trên đường đi, Benjamin và Loveday làm lành với nhau. 
Maria, Robin và Wrolf gần đến nơi lắm rồi, nhưng Robin bị những người nhà de Noir bắt đi và được dẫn tới chỗ cha cậu. Maria nghĩ anh đã bỏ rơi cô ấy. Wrolf bị kẹt trong một cái hố săn bởi hai người de Noir. Maria rốt cuộc đã tìm thấy cái cây với sự giúp đỡ của kỳ lân biển. De Noir thề sẽ tự tay bắt cô ấy, ông mắng con trai và con gái (Loveday) là những kẻ phản bội. De Noir tìm thấy Maria gần cái cây. Robin thoát được để giúp cô ấy. Wrolf bị bắn và dần mất đi sức lực của mình và đang nằm trên cỏ, dường như sắp chết. Robin cố gắng bảo vệ Maria, cứu lấy cô từ cha mình. Họ chạy vào những cái rễ cây và đi vào một căn phòng bí mật... (đó là phần mộ của Công chúa Mặt Trăng). Maria tìm thấy những viên ngọc trên cổ của tượng Công chúa và ngay khi họ chạm vào chúng sáng rực lên. Một số người de Noir đuổi bắt họ.  Robin và Maria thoát khỏi chúng chạy xuống đường hầm bí mật dẫn họ đến "nơi tất cả lại bắt đầu."
De Noir đang chờ họ, nhưng rồi chú Benjamin, Marmaduke, Digweed và Loveday tới, Maria và Robin ngăn mọi người khỏi việc phải chiến đấu. Maria nỗ lực để Benjamin và Coeur phải dẹp bỏ niềm kiêu hãnh của họ, nhưng điều đó là không thể. Cô bé cố trả lại những viên ngọc về biển cả nhưng chúng lại bay về với cô. Maria nhận ra cô phải hy sinh thân mình nếu họ không từ bỏ sự kiêu ngạo. Cô lao người xuống đại dương. Cả hai gia đình đều sốc và đau buồn vì việc này, đặc biệt là Robin. Anh khuỵu gối khi thấy Maria rơi khỏi vách đá, chìm dần xuống biển.
Mặt trăng chào thua cô, và Maria được cứu bởi những con kỳ lân trắng huyền thoại từ cuốn sách của cha cô. Wrolf sống lại (nhưng là trong hình dáng sư tử đen lo lớn) và thung lũng được khôi phục lại những gì nó từng có. Bỗng một tên cướp de Noir cố gắng bắn Maria, nhưng Heliotrope đánh hắn với cây dù của cô ấy. Benjamin cầu hôn với Loveday lần nữa, cô ấy chấp nhận. Digweed mơ hồ hỏi Heliotrope: "Sẽ có một đám cưới?" như mối quan hệ giữa cô ấy và mình. Dường như những việc quan trọng đều đã xong, tất cả họ nở nụ cười và Maria nhìn ra đằng sau cô, về phía khán giả. Câu chuyện kết thúc với khuôn mặt Maria được đưa vào quyển sách, sau đó được đóng lại. Bên cạnh cuốn sách là chiếc hộp nhỏ, chìa khóa, và những viên nguyệt châu.

## Diễn viên
- Dakota Blue Richards vai Maria Merryweather / Công chúa Mặt Trăng cuối cùng
- Ioan Gruffudd vai Sir Benjamin Merryweather / Sir Wrolf Merryweather
- Natascha McElhone vai Loveday de Noir / Công chúa Mặt Trăng
- Tim Curry vai Coeur de Noir / Sir William de Noir
- Augustus Prew vaiRobin de Noir
- Juliet Stevenson vai cô Heliotrope
- Andy Linden vai Marmaduke Scarlet
- Michael Webber vai Digweed

## Sản xuất
Trước khi sản xuất, những nhà làm phim muốn một tiêu đề khác tựa sách. Một cuộc thăm dò trên internet để khán giả của quyển sách bình chọn, đã diễn ra. Họ thích các tiêu đề: The Moon Princess hoặc The Secret of Moonacre. Cuối cùng cái tên The Secret of Moonacre được chọn
Phim khởi quay từ 1 tháng 10 năm 2007, ở Hungary và London